# 바르바코아

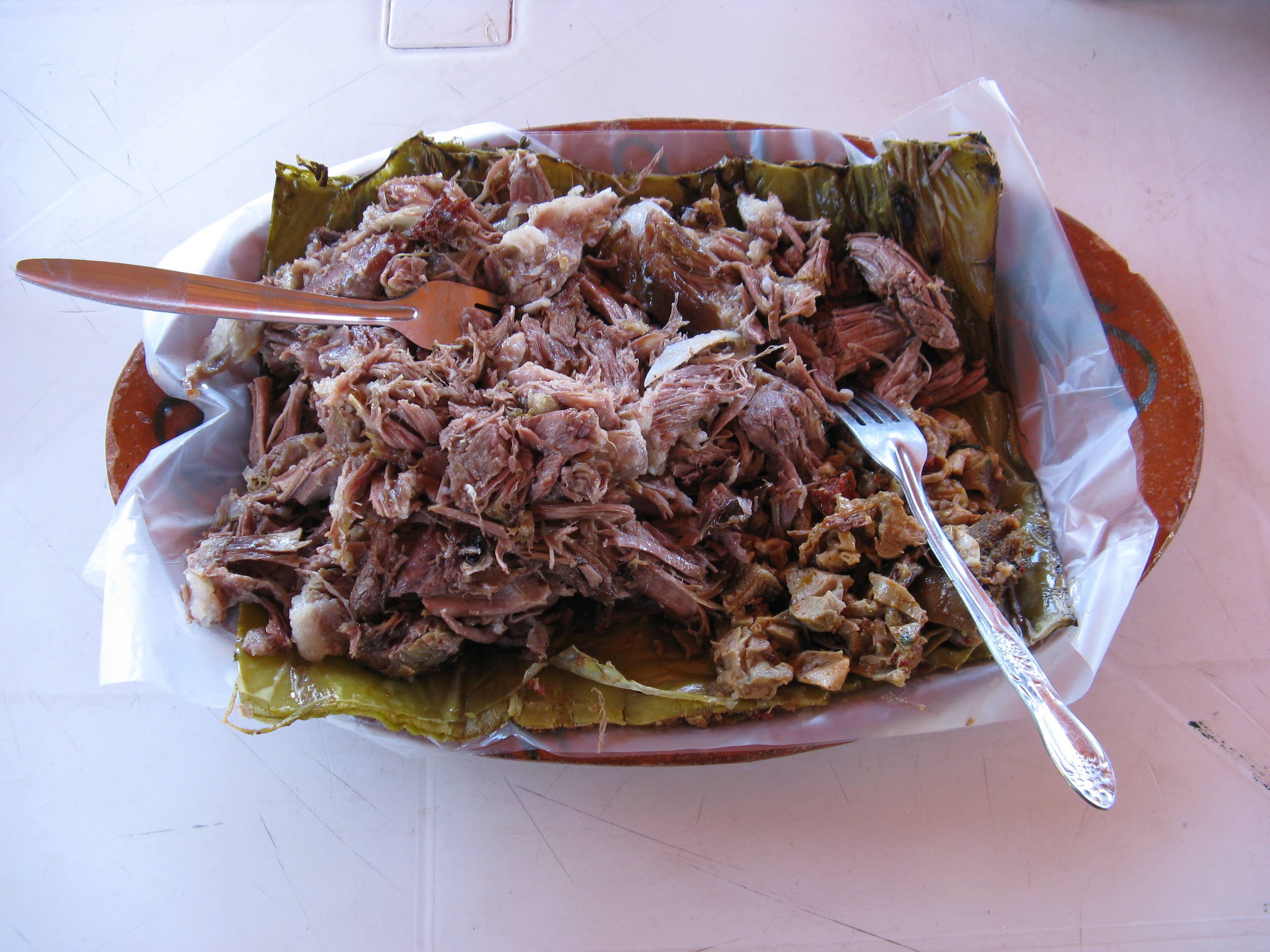
바르바코아

바르바코아(Barbacoa) 또는 아사도 엔 바르바코아(Asado en Barbacoa)는 멕시코에서 구덩이 또는 땅속 화덕에서 요리하는 현지 토착 방식을 일컫는 말이다. 일반적으로 땅에 파놓은 구덩이에서 고기나 통째의 양, 통째의 소, 통째의 쇠머리, 또는 통째의 염소를 느리게 로스팅하는 것을 의미하며, 용설란 (마게이) 잎으로 덮는다. 해석은 느슨하며, 현재 (일부 경우) 고기를 부드러워질 때까지 찌기를 통해 요리하는 것을 의미할 수도 있다. 이 고기는 높은 지방 함량과 강한 맛으로 유명하며, 종종 양파와 고수 잎을 곁들인다. 이 요리법은 멕시코의 여러 지역에서 다양한 민족 집단이나 부족에 의해 사용되었기 때문에, 각자 고유한 이름을 가지고 있었다. 나와틀어를 사용하는 사람들에게는 나카코욘키라고 불렸고, 마야인에게는 피이브라고 불렸으며, 오토미족에게는 툼그뇌라고 불렸다.
라틴아메리카와 전 세계에는 다음과 같은 독특한 이름으로 유사한 요리법이 존재한다. 안데스 지역의 파차만카와 우아티아; 칠레와 아르헨티나 남부의 쿠란토; 브라질의 베라루부; 콜롬비아의 코시도 엔테라도; 뉴질랜드의 항이 등이 있다.
"바르바코아"라는 단어가 타이노인 언어에서 유래했을 수 있다는 추측이 있지만, 이 땅속 화덕 요리법은 원래 타이노어의 정의와는 아무 관련이 없다.

## 어원

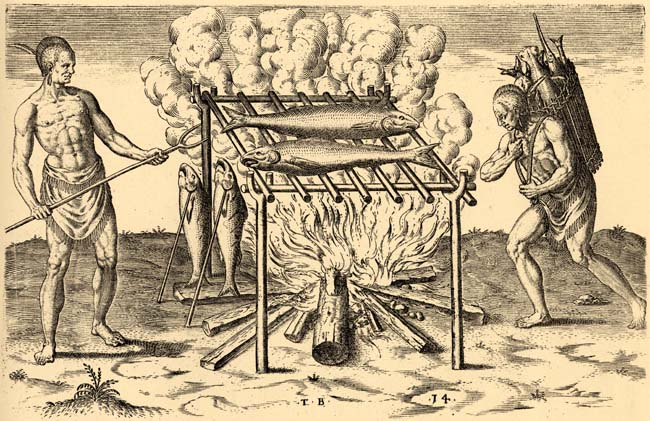
타이노인 용어인 바르바코아는 "나뭇가지 틀"을 의미하며, 음식을 구울 때와 훈제할 때 사용하는 높게 만든 나무 그릴을 포함한 다양한 나무 구조물에 적용되었다.

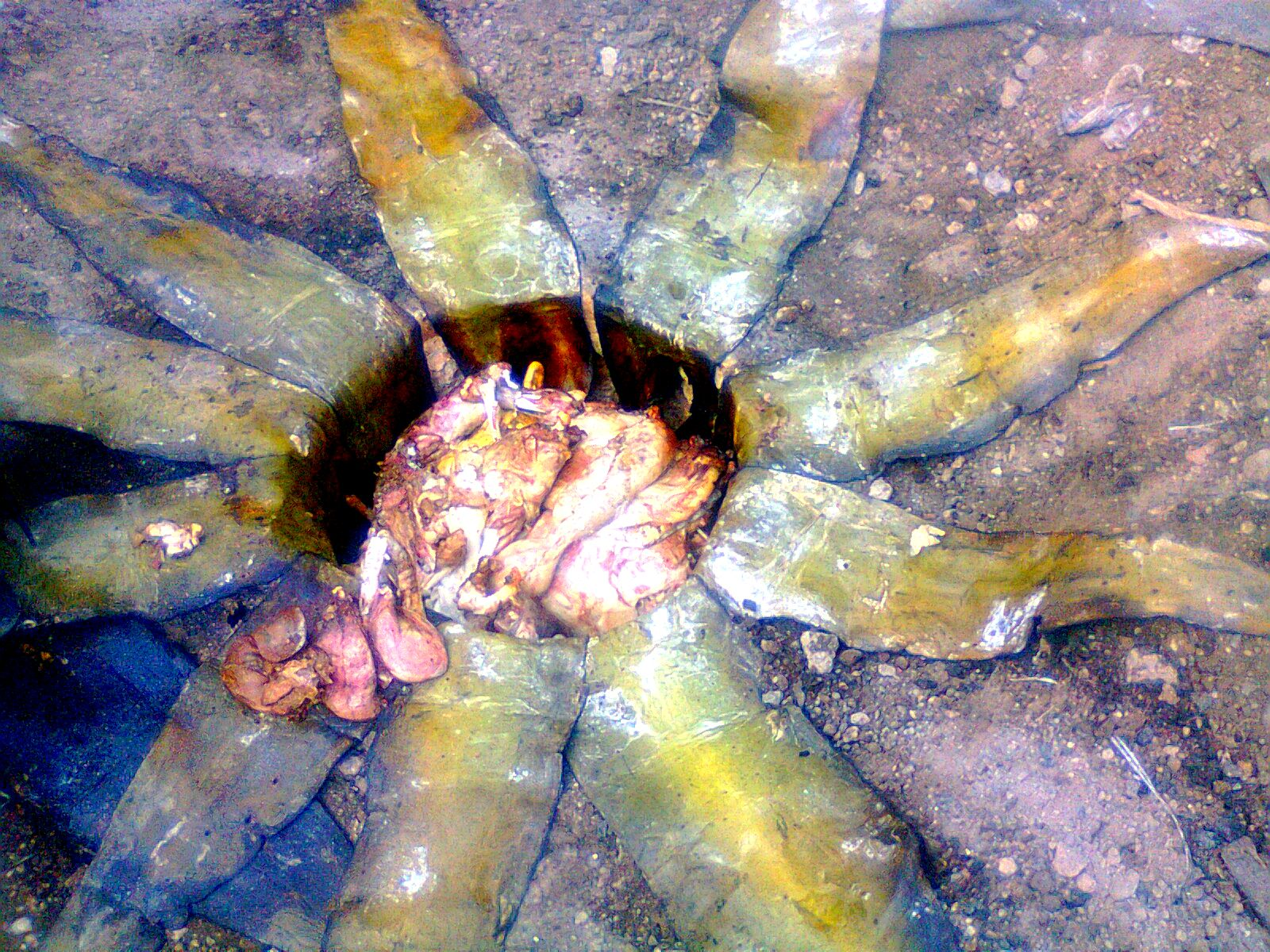
멕시코에서는 바르바코아라는 용어가 현지 원주민이 음식을 요리할 때 사용했던 구덩이나 땅속 화덕에 적용되었다.

바르바코아라는 단어의 기원에 대해서는 논쟁이 있었으나, 대부분의 학자들은 타이노인 언어에서 유래했다고 동의한다. 타이노어 "바라비쿠" 또는 바르바코아는 "나뭇가지 틀" 또는 "갈대"를 의미한다. 이 단어는 라틴아메리카 전역에서 다양한 사물이나 구조물에 적용되었고, 지금도 적용되고 있다. 원주민이 잠자던 높게 만든 나무 구조물, 동물이 접근하지 못하도록 음식을 보관했던 높게 만든 나무 구조물, 매달린 오두막, 오두막의 다락방, 비계, 위틀, 덩굴 식물용 퍼걸러; 나무 다리, 피난처, 집 안의 다락, 나무 위의 집, 채소를 재배하기 위해 흙을 채운 높게 만든 작은 상자; 그리고 원주민들이 불과 연기를 이용하여 고기를 보존하던 나무 그릴 등이 이에 해당한다.
그러나 멕시코에서는 어떤 알려지지 않은 이유로 스페인 사람들이 바르바코아라는 용어를 현지 원주민이 온갖 종류의 음식을 요리하거나 굽는 데 사용했던 구덩이나 땅속 화덕에 적용했다. 이러한 불일치로 인해, 멕시코에서 사용되는 바르바코아라는 용어가 타이노어에서 유래한 것이 아니라 마야어족 용어인 바알박카압(Baalbak'Kaab)에서 유래했다는 새로운 가설이 제기되었는데, 이는 "흙으로 덮인 고기"를 의미한다고 하지만 이를 뒷받침할 증거는 없다.

## 역사
땅속 화덕 또는 멕시코에서 알려진 바르바코아는 구멍이나 구덩이에서 음식을 요리하고 찌거나 굽는 고대적이고 원시적인 방법이다. 전통적으로 멕시코에서는 준비할 고기나 음식의 크기에 비례하여 땅에 구멍을 팠다. 그 안에서 불을 피워 뜨겁게 달군 다음, 바나나, 마게이 또는 옥수수 잎을 깔고, 고기든 생선이든 구울 음식을 이 잎으로 감쌌다. 그런 다음 구멍을 흙으로 덮고 가볍게 누른 뒤, 표면에 큰 불을 피웠다. 음식은 이 자연 오븐에서 익을 때까지 구워졌다. 콜럼버스 이전 시대의 멕시코에서는 칠면조, 사슴, 개, 생선, 해산물, 토끼 또는 거북이, 그리고 펜카스 데 마게이(마게이 줄기와 심장)가 가장 흔히 사용되는 고기와 음식이었다. 스페인인들이 도착하면서 양고기, 쇠고기, 돼지고기, 염소고기가 주요 선택지가 되었다.
아사도 엔 바르바코아(바르바코아식 로스팅)는 멕시코의 시골 축제에서 널리 준비되었는데, 예를 들어 로데오(소몰이), 에레라데로스(소 낙인 찍기 축하), 하리페오스 및 투우, 아시엔다의 수호성인 축제 또는 가족 피크닉 등이 있었다. 멕시코 작가 도밍고 레비야가 1844년과 1845년에 각각 발표한 두 편의 기사에 따르면, 에레라데로스에서의 "연회"는 바르바코아와 송아지, 황소 또는 양 전체를 회전구이로 굽는 아사도스 알 파스토르로 축소되었다. 그는 바르바코아가 메스키탈 계곡—특히 악토판—과 아판 계곡 및 주변 지역에서 더 흔했으며, 아사도스 알 파스토르는 티에라 아덴트로 또는 바히오 지역과 그 너머에서 더 흔했다고 썼다.
스코틀랜드 귀족 여성 프랜시스 어스킨 잉글리스는 그녀의 책 《멕시코에서의 삶》(1843년)에서 1840년 이달고주 산티아고 마을 근처 멕시코 중부에서 로데오와 에레라데로스에 참석한 경험을 썼고, 에레라데로스 마지막 날에 황소 한 마리가 통째로 바르바코아 방식으로 요리되는 것을 묘사한다.
헤라데로스 마지막 날, 마무리하는 의미에서 칼데론을 기리기 위해 황소 한 마리를 죽였고, 큰 깃발이 나무에서 펄럭였다. 깃발에는 큰 글자로 "아우구스타 크리스티나 장관께 영광을!"이라고 쓰여 있었는데, 나는 이 갈란트리에 금화 한 조각으로 보답했다. 죽은 동물은 투우사들에게 선물로 주어졌고, 이 황소는 조각으로 잘려 가죽이 붙은 채 미리 불로 준비된 땅속 구덩이에 묻혔고, 구덩이는 흙과 나뭇가지로 덮였다. 일정 시간 동안 이 자연 오븐에서 구워졌으며, 일반인들은 이것을 큰 별미로 여겼지만, 나는 그들과 생각이 달랐다.
그러나 도시에서는 바르바코아가 집에서 준비되는 경우가 매우 드물었고, 대신 공공 시장에서 팔리고 구매되었다. 이는 번거롭고 어려운 과정이었기 때문이다. 그녀의 책 《멕시코인들과 대면하다》(1889년)에서 패니 챔버스 구치 이글하트는 다음과 같이 썼다.
인용 틀이 비었음 (도움말)

## 스타일
20세기에는 도시화, 멕시코 혁명, 생활비 및 기타 사회경제적 변화의 결과로 지역에 따라 다양한 스타일의 바르바코아가 등장하기 시작했다. 멕시코 셰프이자 교수인 호세피나 벨라스케스 데 레온의 책 《멕시코 공화국의 지역 요리》(1946년)에 따르면, 바르바코아는 다양한 방식으로 준비되며, 따라서 멕시코의 각 지역은 자체적인 지역 생산물과 관습을 활용하여 고유한 스타일을 가지고 있다.

### 바르바코아 데 카베사

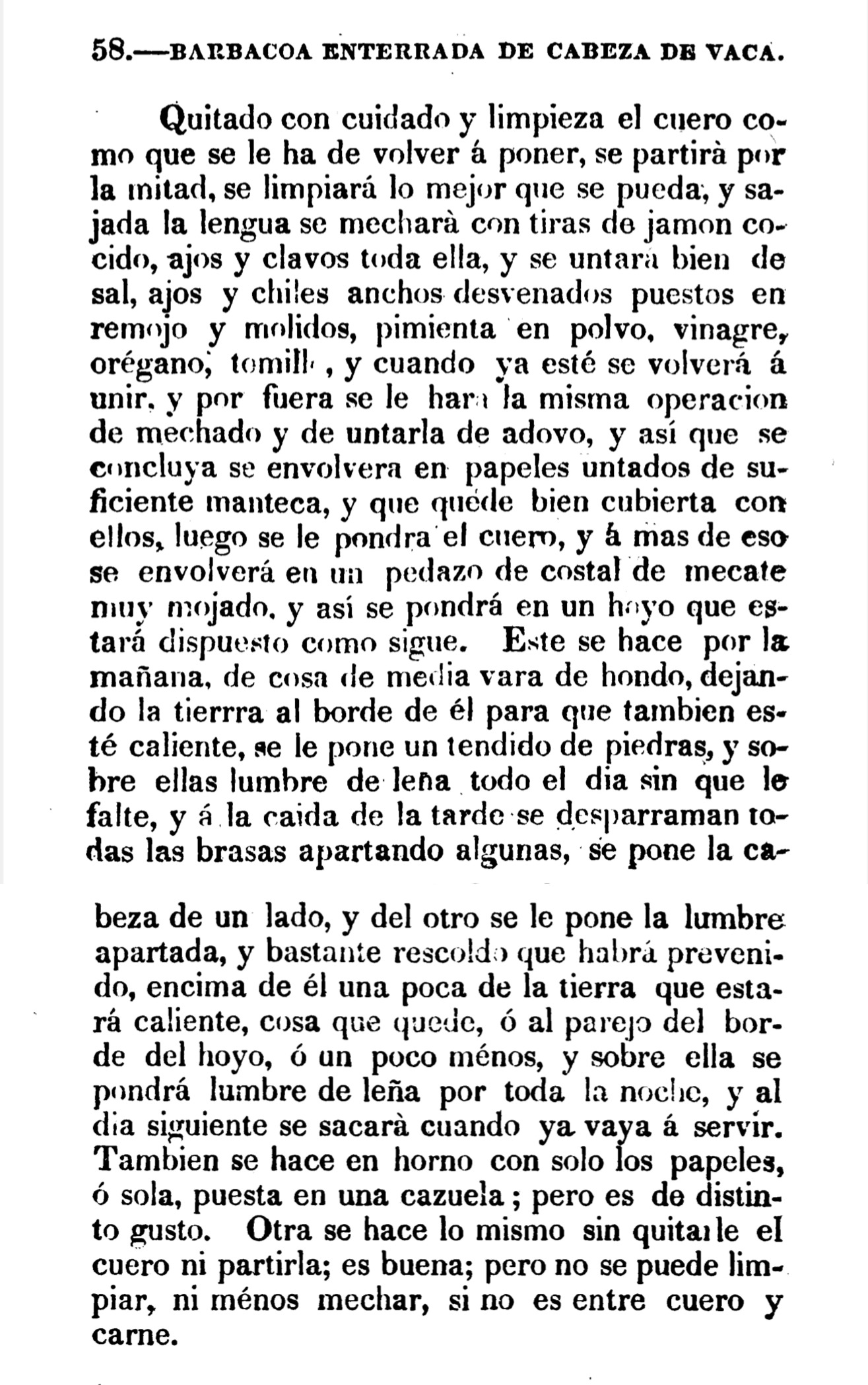
안토니아 카리요의 멕시코 요리책 "새롭고 간단한 요리, 제과 및 음료 기술"에서 발췌한 1836년 바르바코아 데 카베사 레시피

멕시코 전역에서 가장 흔하게 준비되고 소비되는 바르바코아는 바르바코아 데 레스(쇠고기 바르바코아)이다. 많은 지역, 특히 멕시코 남부와 걸프 연안에서는 통 소 바르바코아가 준비된다. 그러나 가장 흔하고 오래된 것 중 하나는 바르바코아 데 카베사, 즉 쇠머리 바르바코아이다.
아르헨티나와 파라과이에서는 카베사 구아테아다라고도 알려진 바르바코아 데 카베사는 혀와 뇌를 포함한 통 소머리를 땅속 화덕에서 굽는 것이다. 깨끗이 씻고 양념한 쇠머리는 마게이 잎이나 바나나 잎, 또는 삼베 자루에 싸서 전통적으로 미리 불로 준비하고 달궈 놓은 땅속 구멍에 묻는다. 머리는 이 자연 오븐에서 최대 15시간 동안 조리된다.
바르바코아 데 카베사는 소를 타사호로 도축한 후 소의 모든 부위를 사용해야 할 필요성 때문에 멕시코와 남미에서 준비되었다. 18세기와 19세기 멕시코와 라틴아메리카에서는 소비되는 대부분의 쇠고기가 "타사호"라고 알려진 염장 건조 쇠고기였다. 소를 도축한 후 대부분의 살코기는 염장 건조되었고, 로모(허리, 갈비), 내장, 머리는 예외였다. 일반적으로 로모, 갈비, 그리고 내장과 같은 내장기관은 아사도 알 파스토르 스타일(회전구이)로 구워졌고, 머리는 바르바코아 방식으로 조리되었다.

### 비리아
비리아(es)는 멕시코 서부 지역의 바르바코아 변형으로, 주로 염소고기나 쇠고기로 만든다. 고기는 식초, 말린 고추, 마늘, 그리고 허브와 향신료(쿠민, 월계수잎, 백리향 포함)로 만든 아도보에 재운 다음 국물(콘소메)에 요리한다. 역사적으로 비리아는 멕시코의 다른 지역에서 바르바코아, 즉 구덩이 또는 땅속 화덕에서 조리하거나 구운 고기를 할리스코주 및 주변 지역에서 불렀던 지역 이름이었다. 오늘날 많은 사람들에게, 주로 미국에서는 비리아가 이제는 독특한 요리이다.
비리아를 제공하는 식당이나 노점은 비리에리아스로 알려져 있으며 멕시코 전역, 특히 미초아칸주와 할리스코주에 존재한다. 그러나 인근 멕시코주들도 아과스칼리엔테스주, 사카테카스주, 콜리마주를 포함하여 고유한 변형을 가지고 있다.

### 코치니타 피빌
코치니타 피빌(또한 푸에르코 피빌 또는 코치니타 콘 아치오테)은 유카탄반도의 전통적인 유카텍 마야인 천천히 구운 돼지고기 요리이다. 전통적인 코치니타 준비는 고기를 강하게 산성인 귤속 주스에 재우고, 선명한 불타는 오렌지색을 부여하는 안나토 씨앗을 추가하며, 바나나잎에 싸서 피이브 (땅속 화덕)에서 고기를 굽는 것을 포함한다. 1900년대 초반의 레시피에 따르면, 통 돼지(내장을 제거하고 털을 태운)는 흙 오븐에서 조리되었다. 코치니타 피빌은 이 지역에서 매우 흔한 신 오렌지와 하바네로 고추를 곁들인 붉은 양파와 함께 제공된다.

### 심보
심보(ximbo는 "마게이의 심장"을 뜻한다)는 멕시코 이달고주와 멕시코주의 전통적인 땅속 바비큐 돼지고기 요리이다. 주로 산 살바도르와 악토판 자치시의 메스키탈 계곡에서 유래했다. 심보는 오토미어 단어이다. 일반적으로 돼지고기, 쇠고기, 돼지 쿠에리토스, 생선, 닭고기를 고추 소스에 지짐하여 노팔리토스, 쿠민, 오레가노, 양파와 함께 만든다. 그런 다음 용설란 잎으로 만든 작은 꾸러미에 싸서 조리한다.

## 변형

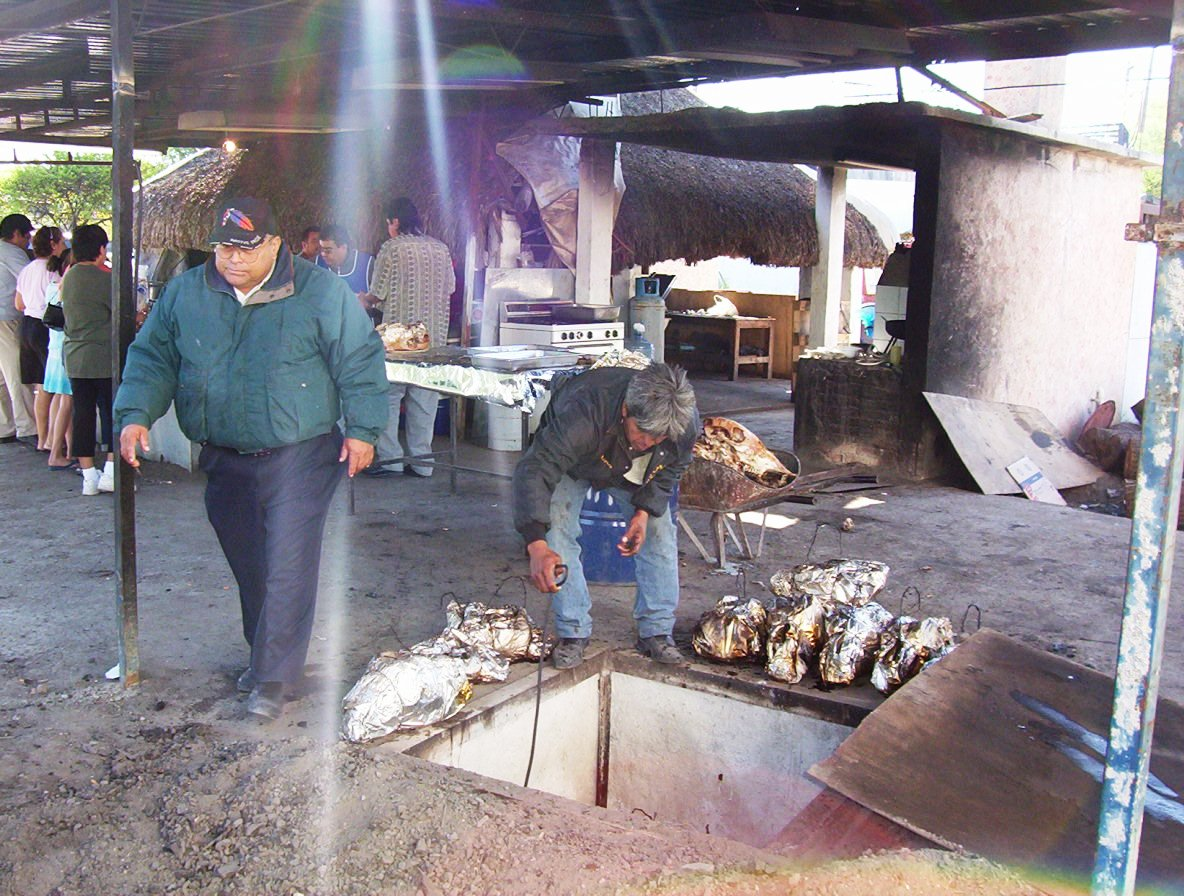
원래 (또는 전통적인) 바르바코아 오븐

미국에서 바르바코아는 멕시코에서처럼 소 머리의 볼살과 같은 부위로 자주 준비된다. 멕시코 중부에서는 양고기가 선호되는 고기이며, 유카탄에서는 전통적인 버전인 코치니타 피빌 (땅속 돼지고기)이 돼지고기로 준비된다.
바르바코아는 나중에 텍사스주를 통해 미국 남서부 요리에 채택되었다. 이 단어는 시간이 지나면서 "바비큐"로 변형되었다.
필리핀에서는 비사얀 요리 발바쿠아(balbakwa로도 표기)가 바르바코아에서 이름을 따왔는데, 아마도 비슷한 조리 시간과 고기의 부드러움 때문일 것이다. 이는 완전히 다른 요리이다. 라틴아메리카 버전과 달리, 쇠고기, 쇠꼬리, 소 발, 가죽을 젤라틴처럼 극도로 부드러워질 때까지 여러 시간 동안 끓여서 만든 스튜이다.

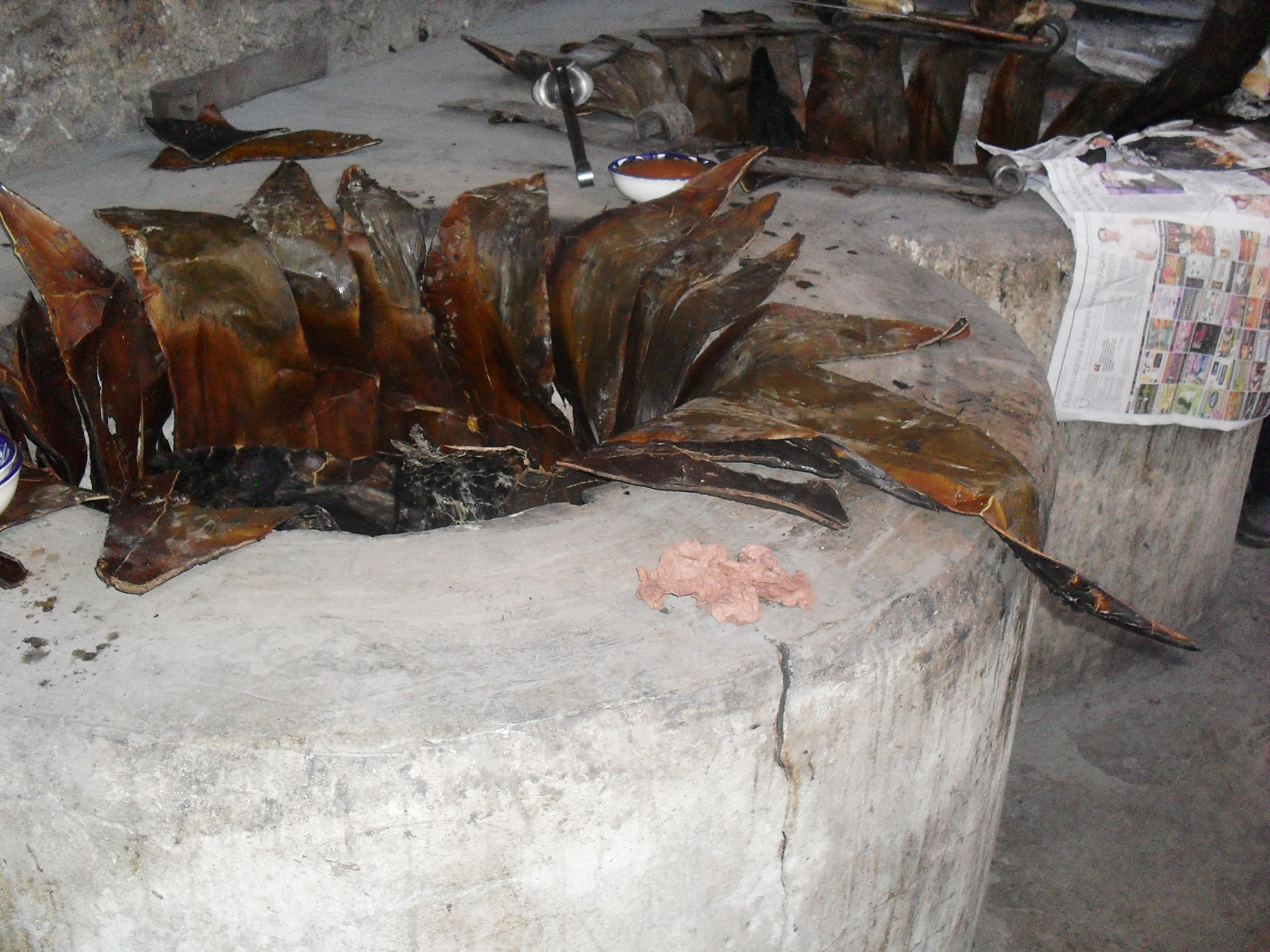
마게이 잎

## 주목할 만한 식당
브라운스빌 텍사스의 베라의 백야드 바비큐는 2022년 현재 텍사스에서 유일하게 전통적인 방식으로 바르바코아를 상업적으로 제공하는 식당으로, 기득권을 인정받았기 때문이다. 다른 모든 합법적인 상업적 제공자들은 구덩이 훈제가 아닌 찜 방식으로 고기를 준비한다.

## 같이 보기
- 카베사 구아테아다
- 카르네 아사다
- 쿠란토
- 우아티아
- 저크
- 멕시코 요리 목록
- 육류 요리 목록
- 만디
- 파차만카
- 피이브